# 메레트 베커
메레트 베커(Meret Becker, 1969년 1월 15일 ~ )는 독일의 배우, 가수이다.

## 출연 작품
- 파비안 (2021)
- 루겐 (2014)
- 퀠렌 데스 레벤스 (2013)
- 웻랜드 (2013)
- 선생님 (2011)
- 박스하게너 플라츠 (2010)
- 평온한 시절 (2008)
- 나의 영도자 - 아돌프 히틀러에 관한 진실 (2007)
- 콤 나헤르 (2006)
- 생으로부터의 휴가 (2005)
- 뮌헨 (2005)
- 섹스의 아인슈타인 (1999)
- 알렉스 행성 (1999)
- 로시니 (1997)
- 인생은 공사장 (1997)
- 코미디언 하모니스트 (1997)
- 킬러 콘돔 (1996)
- 약속 (1995)
- 이노센트 (1993)